# Delphyre rubricincta
Delphyre rubricincta är en fjärilsart som beskrevs av George Francis Hampson 1898. Delphyre rubricincta ingår i släktet Delphyre och familjen björnspinnare. Inga underarter finns listade i Catalogue of Life.